# Torneio Roberto Gomes Pedrosa
Torneio Roberto Gomes Pedrosa ou Taça Roberto Gomes Pedrosa foi o nome utilizado para designar, em sua época de disputa, os campeonatos nacionais realizados entre 1967 e 1970 (entretanto, este nome foi usado de forma oficial apenas em 1967; de 1968 a 1970, a CBD denominava oficialmente seus campeonatos nacionais de Taça de Prata), antes da criação do Campeonato Nacional de Clubes, em 1971, que foi considerado entre 1976 e 2010 como sendo o primeiro Campeonato Brasileiro.
Porém, em seus boletins oficiais entre 1971 e 1975, a Confederação Brasileira de Desportos (CBD, entidade responsável pelo futebol nacional na época e precursora da atual CBF) colocava as edições do Torneio Roberto Gomes Pedrosa/Taça de Prata em igualdade de condições com as edições posteriores do Campeonato Brasileiro, apenas mantendo os nomes próprios, excluindo esta informação a partir do boletim de 1976.
O Torneio Roberto Gomes Pedrosa, como campeonato nacional, surgiu em 1967, quando o antigo Torneio Rio-São Paulo (cujo nome oficial, entre 1954 e 1966, era Torneio Roberto Gomes Pedrosa) foi ampliado com clubes de outros estados, passando a ser conhecido como "Robertão" (devido a sua ampliação e caráter nacional). Este torneio foi a primeira competição a englobar os principais clubes do país e também o primeiro a alcançar uma fórmula vencedora e lucrativa aos seus clubes participantes, que de certa forma, na opinião do historiador e jornalista Odir Cunha, representou uma evolução da Taça Brasil, primeira competição oficial a dar ao seu vencedor o título de campeão brasileiro. Para Cunha, o Torneio Roberto Gomes Pedrosa era tudo que uma competição moderna de futebol precisa ter: poucos e poderosos participantes, os melhores jogadores do Brasil — e do mundo —, ótima média de público, jogos de alto nível, credibilidade e excelente cobertura da mídia.
Em 1967, este campeonato foi organizado pelas federações Carioca e Paulista de futebol, e foi a única edição a ser denominada oficialmente de Torneio Roberto Gomes Pedrosa. O nome foi uma homenagem ao goleiro Pedrosa, do São Paulo e da Seleção Brasileira (na Copa do Mundo de 1934), que morreu em 1954 como presidente da Federação Paulista. A partir de 1968, a CBD assumiu a organização do torneio e passou a denominá-lo oficialmente de Taça de Prata. Entretanto, o certame acabou ficando popularmente mais conhecido com a nomenclatura oficial da edição de 1967.
Em dezembro de 2010, a CBF unificou os títulos nacionais, tornando todas as edições do Torneio Roberto Gomes Pedrosa/Taça de Prata válidas oficialmente como Campeonato Brasileiro.

## História

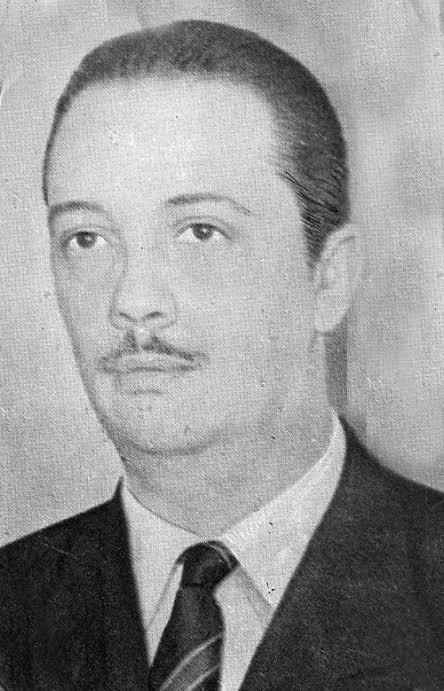
Roberto Gomes Pedrosa (Rio de Janeiro, 8 de junho de 1913 — São Paulo, 4 de janeiro de 1954), o homenageado, foi jogador (goleiro), presidente do São Paulo Futebol Clube, presidente da FPF e vereador da cidade de São Paulo. Foi campeão carioca pelo Botafogo em 1932, 1933 e 1934. Disputou a Copa de 1934. Morreu em 1954, aos 40 anos.

Sucedendo o Torneio dos Campeões de 1937, a segunda competição nacional oficial entre clubes de futebol que definia o campeão brasileiro foi a Taça Brasil, criada pela Confederação Brasileira de Desportos (CBD, atual CBF) em 1959. Porém, devido às dificuldades de locomoção e transporte em um país com dimensões continentais e às restrições econômicas da época, a competição foi montada do modo mais econômico possível. Sendo assim, participavam apenas os campeões estaduais, que se enfrentavam em um grande sistema eliminatório. Devido a esses fatores, a Taça Brasil foi criada não como um confronto dos melhores times do Brasil, mas como uma disputa que contemplava os campeões estaduais. Mesmo com esse certame nacional, o futebol brasileiro necessitava de um campeonato que integrasse as maiores equipes do País e fosse lucrativo e atrativo aos clubes participante e aos torcedores. Como em 1967 o Brasil já se encontrava um pouco mais estruturado, tendo meios de transporte melhores, foi possível ousar em um formato de competição nacional com mais jogos.
O surgimento do Torneio Roberto Gomes Pedrosa como campeonato nacional tem uma íntima ligação com o Torneio Rio-São Paulo, que entre 1954 e 1966 foi chamado oficialmente de Torneio Roberto Gomes Pedrosa.
A CBD decidiu pôr em prática planos mais ousados de integração para o futebol brasileiro, devido à conquista do primeiro título nacional do Cruzeiro, a Taça Brasil de 1966, que se tornou um marco por ter mudado o eixo do futebol brasileiro que até então era dominado por equipes paulistas e cariocas. Esta conquista do clube mineiro foi tão importante assim por ser o divisor de águas na história do futebol nacional, uma vez que até à data ainda acreditava-se que só existia futebol de alto nível, apesar das boas exibições do Bahia, no eixo Rio-São Paulo. No entanto, o Cruzeiro apresentou uma equipe jovem de excelente qualidade, chamando a atenção para potenciais atletas de outros Estados, minimizando a hegemonia do eixo Rio-São Paulo. E, também, devido ao fiasco da Seleção Brasileira na Copa do Mundo de 1966, na Inglaterra. Com isso, em 1967, o Torneio Roberto Gomes Pedrosa, certame até então regional, foi ampliado para a participação de clubes de outros estados. O Torneio Roberto Gomes Pedrosa era uma competição de âmbito nacional, mas com um modelo que visava a incluir a maioria dos grandes clubes dos principais centros do país, diferentemente da Taça Brasil, que só incluía os campeões estaduais e, a partir de 1961, o campeão da edição anterior.
A ampliação do Torneio Rio-São Paulo também foi proposta devido aos clubes participantes demonstrarem algum desinteresse pela competição, com a escalação de times mistos por alguns deles. Para piorar, a edição de 1966 terminou com quatro campeões, devido à falta de datas para que se jogasse um torneio de desempate. Um plano para inclusão de clubes mineiros e gaúchos foi divulgado em outubro de 1966, ainda sem fórmula de disputa definida. Foi sugerido que os campeões paulista e cariocas aguardassem a disputa de uma primeira fase entre os quatro clubes com melhores renda tanto de São Paulo como do Rio de Janeiro, além de três clubes mineiros e dois gaúchos, com um hexagonal final sendo realizado para definir o campeão. A princípio, as rendas seriam divididas igualmente entre os clubes participantes.
Em dezembro, entretanto, em nova reunião, clubes paulistas e cariocas exigiram uma compensação quando fossem jogar em Belo Horizonte ou Porto Alegre. Ficou, então, acertada uma cota fixa de cinco milhões de cruzeiros para jogos de times paulistas e cariocas nessas localidades, com o clube mandante bancando ainda as passagens e a estadia de uma delegação de até 22 pessoas do clube visitante. Os times mineiros foram contra a proposta, mas acabaram tendo de aceitar a dedução de quatro milhões de cruzeiros do borderô de jogos nessas condições, para cobertura de gastos. As cotas acabariam, mais tarde, reduzidas para três milhões de cruzeiros. O presidente da Federação Pernambucana de Futebol, Rubem Moreira, também participou da reunião e pleiteou a inclusão de dois clubes de seu estado, mas a distância de Recife em relação às demais cidades e a ausência de um grande estádio na capital pernambucana sabotaram seus planos.
O escopo final foi decidido em 15 de dezembro, com a inclusão de um clube do Paraná, o Ferroviário, graças à proposta da Federação Paranaense, que sugeriu que os jogos em Curitiba fossem incluídos como "escala" para clubes paulistas, cariocas e mineiros. Os representantes mineiros pleitearam mais uma vaga, para o América, oferecendo em contrapartida uma sexta vaga tanto para São Paulo como para a Guanabara, o que ainda teria como atrativo o número par de participantes. Tal mudança abriria vagas para o America do Rio e para o Comercial de Ribeirão Preto, sextos colocados em renda em seus respectivos estados, mas o presidente da Federação Paulista, João Mendonça Falcão, rechaçou a ideia, argumentando que pretendia reduzir o número de clubes no torneio em 1968, então não faria sentido aumentá-lo naquele momento.
A tabela só foi divulgada em 11 de janeiro de 1967, com previsão de início do torneio para 5 de março, com cinco jogos, sendo um em cada cidade com clubes participantes. Por motivos de economia, a distribuição dos jogos foi irregular: por exemplo, o Cruzeiro iria a São Paulo duas vezes, mas o Atlético Mineiro não iria nenhuma. O Cruzeiro chegou a cogitar desistir de sua participação no Torneio Roberto Gomes Pedrosa, para dar prioridade a sua participação na Libertadores, que considerava mais viável economicamente, especialmente se aceitasse também excursões à Europa e aos Estados Unidos, propostas por um empresário. O clube mineiro acabou não desistindo de nenhuma das competições, ao contrário do Santos, que abriu mão de sua participação no torneio continental, pois as datas previamente marcadas pela CONMEBOL para seus jogos conflitavam com uma excursão que o clube pretendia fazer em janeiro e fevereiro.
Com a entrada de outros estados, o torneio manteve o mesmo nome oficial de quando englobava apenas clubes de São Paulo e Rio de Janeiro, mas passaria a ser conhecido extra-oficialmente como "Robertão" (em razão da sua ampliação e caráter nacional). A Federação Mineira tentou batizar o torneio de Taça Tiradentes, sem receber apoio ao nome.
Em 1967, a primeira edição do campeonato contou com a participação de quinze clubes de cinco estados. Assim, pela primeira vez uma competição reuniu os principais clubes do Brasil: Corinthians, Palmeiras, Portuguesa, Santos e São Paulo (de São Paulo); Bangu, Botafogo, Flamengo, Fluminense e Vasco da Gama (da Guanabara); Grêmio e Internacional (do Rio Grande do Sul); Atlético Mineiro e Cruzeiro (de Minas Gerais); e Ferroviário (do Paraná).
Porém, mesmo com a criação da nova competição nacional (o Torneio Roberto Gomes Pedrosa), o principal campeonato nacional de 1967 foi a Taça Brasil, que indicou seu campeão e vice, respectivamente Palmeiras e Náutico, para a Taça Libertadores do ano seguinte. Mas, apesar da maior importância da Taça Brasil até então, o modelo de disputa do Torneio Roberto Gomes Pedrosa garantiu o sucesso da competição, que agradou a clubes participantes, dirigentes e torcedores — a média de público por jogo foi de mais de vinte mil pessoas —, tornando-se o primeiro torneio nacional a conseguir atingir uma fórmula vencedora e lucrativa para suas equipes participantes.
Em 1968, dezessete clubes de sete estados disputaram o torneio, com a inclusão do Bahia (da Bahia) e Náutico (de Pernambuco); o representante do Paraná foi o Atlético Paranaense.
Como a experiência da primeira edição do Torneio Roberto Gomes Pedrosa foi boa na opinião da CBD, a entidade decidiu adotar o modelo como o principal campeonato nacional, já a partir de 1968. Com o nome oficial de "Taça de Prata", o "Robertão" passou a ser considerado a mais importante competição nacional de futebol do Brasil e, portanto, a Taça Brasil, que desde 1959 tinha esse status, perdeu-o, tornando-se, na sua última edição, uma competição secundária no cenário nacional. Inclusive devido ao atraso no término da Taça Brasil,[carece de fontes?] o campeonato acabou substituindo a antiga competição como forma de indicação dos dois representantes brasileiros para a Taça Libertadores da América. A decisão foi tomada pela CBD pouco antes do fim da competição.[carece de fontes?]
No entanto, por desentendimentos entre as confederações Brasileira (CBD) e Sul-Americana (CONMEBOL), o Brasil terminou não participando da Libertadores em 1969 e 1970, como protesto contra as mudanças das regras da competição. A CBD voltaria a indicar representantes em 1971: Fluminense e Palmeiras, campeão e vice da Taça de Prata de 1970.
Em 1969, a Taça de Prata passou a ser a única competição nacional de clubes de futebol do Brasil, já que a Taça Brasil não foi mais disputada e acabou sendo substituída de vez pela Taça de Prata, competição esta que na opinião do jornalista, historiador e escritor Odir Cunha, representou uma evolução da Taça Brasil — outros historiadores, como Celso Unzelte e Paulo Vinicius Coelho, discordam dessa visão. O America substituiu o Bangu como quinto representante carioca, enquanto os estados do Paraná e Pernambuco foram representados por seus campeões do ano anterior, Coritiba e Santa Cruz, respectivamente.
Entretanto, apesar de a CBD ter optado por substituir definitivamente a Taça Brasil pela Taça de Prata em 1969, antes houve dois anos de sobreposição entre as duas competições. Por se tratar de um período de transição, em que uma fórmula de disputa que estava se exaurindo (Taça Brasil) para o início de uma nova competição, em 1967 e 1968, o Brasil assistia a dois campeonatos nacionais oficiais, tendo, portanto, dois campeões em cada ano. Segundo Odir Cunha, seria preferível que as duas competições fossem consideradas campeonatos nacionais, alegando não poder punir o campeão de uma e privilegiar o de outra — linha esta que é seguida atualmente pela CBF. Por outro lado, PVC acredita que só a sobreposição nesses dois anos exigiria um debate à parte, além do já necessário debate sobre a unificação.
Como no caso dos dois torneios de 1967 que foram conquistados pelo Palmeiras, Cunha considera válidos os dois títulos e afirma que a Taça Brasil classificava para a Taça Libertadores da América, mas o Torneio Roberto Gomes Pedrosa tinha um nível melhor. "É estranho?", perguntou o jornalista, respondendo em seguida. "Mas há precedentes." Os precedentes que ele citou foram o Campeonato Carioca, que teve o Flamengo como campeão duas vezes no ano de 1979, além de vários países da América que possuem ou possuíam torneios "Apertura" e "Clausura", que além de sempre ter dois campeões nacionais por ano, gerou situações como a do River Plate, duas vezes campeão argentino em 1997; do Colo-Colo, do Chile, duas vezes campeão chileno em 2006 e 2007; do Atlético Nacional, duas vezes campeão colombiano em 2007 e 2013. No Mundial Interclubes, isso ocorreu em 2000: ao mesmo tempo em que o Corinthians foi campeão do Mundial de Clubes da FIFA, o Boca Juniors foi campeão pela fórmula antiga, e os dois são considerados campeões. "Se você tirasse o título de um ou de outro, seria injusto", argumenta Odir Cunha. No Brasil, o Torneio Rio-São Paulo teve quatro campeões em 1966 e dois em 1964. Além de vários campeonatos estaduais que já tiveram dois campeões por ano como: o Campeonato Paulista onze vezes, o Campeonato Carioca oito, o Campeonato Mineiro três, o Campeonato Baiano duas vezes, entre outros.
Na edição de 1970, o Atlético Paranaense voltara a representar seu estado, com a Ponte Preta entrando no lugar da Portuguesa, entre os paulistas. Em 1970, após quatro edições disputadas, o Torneio Roberto Gomes Pedrosa/Taça de Prata chegou ao fim: em 1971, a CBD anunciou a transformação da Taça de Prata em Campeonato Nacional de Clubes, com grande influência política. Esse torneio ficaria conhecido, a partir de 1976, como a primeira edição do Campeonato Brasileiro, excluindo a versão anterior, apesar de disputado sob formato similar ao do Torneio Roberto Gomes Pedrosa/Taça de Prata.
A edição da Taça de Prata de 1970 foi a base para a criação do Campeonato Nacional de Clubes, em 1971: as únicas alterações foram a inclusão de um clube do Ceará e de mais uma vaga para Minas Gerais e outra para Pernambuco; ou seja, o campeonato passou a ter vinte clubes, em vez de dezessete, não sofrendo nenhuma mudança drástica em relação à edição anterior da Taça de Prata. Alguns autores consideram que "a história do futebol brasileiro, a partir desse momento, foi deixada para trás". Este novo certame viera com a proposta de dar oportunidades diretas para times do país inteiro e, devido à política que ditava o critério de escolha dos participantes, não havia necessidade de as equipes passarem por campeonatos regionais. A fórmula de disputa seguia a mesma da competição anterior, com a criação de uma segunda divisão. No entanto, não existia rebaixamento, mas havia promoção — foi o vice-campeão Remo, e não o campeão Villa Nova, que ficou com a vaga para disputar o Nacional de 1972.
Existem versões que os motivos da exclusão da versão anterior foram questões políticas. "O Brasil vivia uma ditadura que descobria como o futebol podia ser usado para promover o ufanismo e a imagem de integração nacional", escreveu o jornalista e historiador Roberto Assaf. "Era interessante para o governo da época vender a ideia de que estava sendo criado algo inédito." A forma como o regime militar utilizou o futebol brasileiro para legitimar alguns de seus dogmas é evidente. O tricampeonato da Seleção Brasileira na Copa do Mundo de 1970 é o exemplo mais marcante das intervenções realizadas pelo governo militar no futebol nacional. Porém, também determinaram diversas diretrizes que influenciaram os clubes. A criação do Campeonato Nacional de Clubes em 1971 veio na esteira do Plano de Integração Nacional do presidente brasileiro Emílio Garrastazu Médici.
João Havelange, ex-presidente da CBD que criou tanto a Taça Brasil, o Torneio Roberto Gomes Pedrosa e o Campeonato Nacional de Clubes, declarou que as competições representavam a sequência uma da outra e que a Taça Brasil e o Torneio Roberto Gomes Pedrosa foram criados para definir o campeão brasileiro, e que o Campeonato Nacional de Clubes representou o prosseguimento destas competições. Também, segundo Odir Cunha, o surgimento do Campeonato Nacional de Clubes não invalidou os títulos brasileiros anteriores. Tanto é, que por muitos anos, a Taça Brasil e o Torneio Roberto Gomes Pedrosa/Taça de Prata foram computados nos rankings de clubes que se fazia. João Havelange, também declarou em 2010 ser favorável à unificação dos títulos da Taça Brasil e do Torneio Roberto Gomes Pedrosa/Taça de Prata ao Campeonato Brasileiro. Em um evento oficial do Santos, ele afirmou que "se os títulos existiram é porque as competições foram oficiais e, se foram oficiais, devem ser respeitadas".
Por outro lado, o mesmo Havelange defendia, na época de criação do Torneio Roberto Gomes Pedrosa, que ele ainda não era um verdadeiro torneio nacional, como relatado pelo jornal O Estado de S. Paulo em março de 1967: "[Havelange] disse que o torneio, como foi idealizado e está se processando, é uma verdadeira preparação para um futuro campeonato nacional, com a participação de outros clubes, dos mesmos estados e até de outros, desde que as perspectivas financeiras aconselhem a inclusão." O então presidente da Federação Paulista de Futebol, Mendonça Falcão, partilhava da mesma visão, considerando que um dos objetivos da competição era estudá-la "sob vários ângulos, para transformá-la em campeonato nacional".
A intenção era de transformar o Torneio Roberto Gomes Pedrosa num torneio nacional já em 1968. "[No segundo semestre de 1968] será disputado o Campeonato Nacional de Clubes, que será o atual Torneio Roberto Gomes Pedrosa ampliado, com a inclusão de pelo menos mais dois concorrentes", escreveu Aroldo Chiorino, editor de Esportes da Folha de S.Paulo. Mas, em 1968, a ideia já tinha mudado, e Mendonça Falcão defendia a instituição do Campeonato Nacional, regido pela CBD, apenas em 1970, com a participação de até trinta clubes, divididos em grupos, "num processo de integração futebolística". Porém, esta competição planejada só teria início em 1971, com a participação de apenas vinte clubes representando somente oito estados e com o mesmo formato do Torneio Roberto Gomes Pedrosa — embora a fórmula tenha sido modificada com a competição em andamento.
A discussão sobre se o Torneio Roberto Gomes Pedrosa/Taça de Prata era, ou não, um campeonato realmente nacional já vinha de anos anteriores. Em dezembro de 1968, a Folha ainda lamentava o fato de Brasil ser "o único país sem campeonato nacional", lamento repetido quatro meses depois, seguido de uma constatação: "Um campeonato brasileiro de futebol, com lei de acesso atualizada, será a salvação do futebol nacional." Já outros veículos da imprensa, além da própria CBD que declarou o Fluminense campeão brasileiro em seu boletim oficial de 1971, tratavam a competição como um verdadeiro campeonato nacional e consideravam seus vencedores campeões brasileiros, como a revista Placar, que, em sua edição de 25 de dezembro de 1970, trazia ampla cobertura das finais do campeonato e estampou em sua capa a manchete "O Flu é o campeão do Brasil!". Em 1967, após a criação do Torneio Roberto Gomes Pedrosa, o Jornal do Brasil defendeu que a realização do campeonato de proporções nacionais era um importante momento para a história do futebol brasileiro, por ser um "ponto de partida para um futuro campeonato nacional de clubes", e acrescentou: "A esperança de melhores rendas e espetáculos de qualidade superior àqueles proporcionados pelos estaduais parecia concretizar-se, uma vez que a criação de um campeonato nacional racionalizaria o calendário, possibilitando, inclusive, a vinda de clubes estrangeiros para o Brasil, e fortaleceria a Seleção Brasileira, já que jogadores de outros centros poderiam ser úteis para o time verde e amarelo, que tinha perdido a Copa do Mundo em 1966 para os anfitriões ingleses."
Todavia, mesmo com a criação do Campeonato Nacional de Clubes, a imprensa da época continuou dividida: enquanto uma parte dos jornalistas era otimista com a nova competição, outra parcela permanecia debatendo a respeito da falta de um campeonato verdadeiramente nacional. A revista Placar, que lutara durante todo o ano de 1970 pela criação do Nacional, acabou adotando uma postura cautelosa após a criação da nova competição. Sob o título "Até que enfim um Campeonato Nacional — mas tem que melhorar", a revista criticava a hegemonia dos fatores políticos em detrimento dos aspectos futebolísticos. Para a revista, o Nacional "não passava de um Robertão um pouco diferente", o que não contribuía para alterar a estrutura arcaica do futebol brasileiro. O Jornal dos Sports também não considerou que houve grandes mudanças entre os dois certames e, ao falar das equipes cariocas que disputariam o Campeonato Nacional, apresentou a equipe do Fluminense da seguinte forma: "Flu parte para o bi com toda a força." Ou seja, assim como a Placar no ano anterior, o Jornal dos Sports também tratou o Fluminense como campeão brasileiro mesmo sem a existência oficial do Campeonato Nacional, considerando o Torneio Roberto Gomes Pedrosa/Taça de Prata como tal. Anos mais tarde essa questão viria a ser de grande relevância e alvo de disputas esportivas e políticas.
O rompimento entre o que já existia e o que surgiu criou um paradoxo: ao mesmo tempo em que existia a noção de que os vencedores da Taça Brasil e do Torneio Roberto Gomes Pedrosa/Taça de Prata eram campeões nacionais, a imprensa da época também continuava debatendo a respeito da falta de um campeonato verdadeiramente nacional. "A própria CBF não sabe o que a CBD determinou na transição de 1970 para 1971", afirma o jornalista Paulo Vinícius Coelho. "A documentação da época está na Granja Comary [em Teresópolis, RJ], e o responsável pelo arquivo histórico da entidade ainda não teve condições de procurar esse material."
O Torneio Roberto Gomes Pedrosa/Taça de Prata foi importante por seu pioneirismo em reunir os clubes da elite do futebol brasileiro em uma única competição, pois, assim como o atual Campeonato Brasileiro de pontos corridos, o Torneio Roberto Gomes Pedrosa/Taça de Prata também contava só com a participação das melhores equipes do Brasil. O certame contou com a participação de todos os jogadores campeões da Copa do Mundo de 1970, no México, que, segundo Odir Cunha, foi uma "era áurea" do futebol do País, que possivelmente não voltará a ocorrer, visto que, atualmente, os melhores jogadores brasileiros vão ainda jovens para o Exterior, por fins lucrativos. Também diversos marcos importantes da história do futebol nacional ocorreram durante os seus quatro anos de disputa, como o milésimo gol de Pelé, que atraiu atenção da mídia mundial no jogo contra o Vasco da Gama, em 1969, no Maracanã. A lisura do torneio é comprovada por suas regras, que foram levadas ao extremo, não sofrendo mudanças radicais desde sua primeira edição até a última — ao contrário dos Campeonatos Brasileiros realizados entre 1971 e 2002, que tinham suas fórmulas de disputa alteradas drasticamente praticamente a cada ano.
Após os times vencedores das competições nacionais antes de 1971 entrarem com pedido na CBF para a entidade equiparar suas conquistas às do Campeonato Brasileiro, em 22 de dezembro de 2010 a CBF unificou oficialmente os títulos nacionais — assim como no caso da Taça Brasil —, tornando todas as edições do Torneio Roberto Gomes Pedrosa/Taça de Prata válidas como Campeonato Brasileiro, assim como a entidade reconhecia em seus boletins oficiais entre 1971 e 1975, excluindo esta informação a partir do boletim de 1976.

## As quatro edições
Nos quatro anos em que foi disputado, o Torneio Roberto Gomes Pedrosa/Taça de Prata teve o mesmo sistema de disputa. A fórmula de disputa do campeonato já era semelhante à do Campeonato Brasileiro de 1971, com as equipes divididas em dois grupos, mas todos se enfrentavam todos contra todos em turno único. Porém, classificavam-se para o quadrangular final os dois primeiros de cada chave. Em 1967, os quatro clubes classificados para o quadrangular jogaram todos contra todos em turno e returno e com inversão de mando de campo, mas, de 1968 a 1970, o quadrangular foi disputado em turno único, sendo campeão o time que somasse mais pontos. Na primeira edição da competição, cada clube disputava um mínimo de catorze partidas (os clubes que se classificaram para o quadrangular final jogaram um total de vinte partidas), o que já obrigava o campeonato a ter um espaço grande no calendário.
O Palmeiras, que em 1967 também venceu a Taça Brasil, foi no mesmo ano o campeão da primeira edição do Torneio Roberto Gomes Pedrosa/Taça de Prata. Conquistou o título vencendo o Grêmio por 2 a 1 na última rodada do quadrangular do Torneio Roberto Gomes Pedrosa, enquanto o Internacional vencia o Corinthians por 3 a 0 e sagrava-se vice-campeão. Os goleadores foram César (Palmeiras) e Ademar (Flamengo), com quinze gols.
Em 1968 o Santos de Pelé conquistou o título, ao vencer o Vasco da Gama por 2 a 1 no Maracanã na última rodada do quadrangular. Novamente o Internacional foi o vice, após vencer o Palmeiras por 3 a 0. O goleador foi Toninho Guerreiro (Santos), com dezoito gols.
Em 1969, extinguiu-se a Taça Brasil e a Taça de Prata passou a ser a única competição considerada nacional, excetuando-se o Torneio dos Campeões da CBD de 1969, torneio entre campeões regionais ou nacionais de 1968, que teve uma única edição. O Palmeiras sagrou-se campeão mais uma vez, batendo o Botafogo por 3 a 1 no último jogo. Na mesma rodada, o Cruzeiro venceu o Corinthians por 2 a 1 e ficou com o vice. O goleador foi Edu (America), com catorze gols.
A última edição do Torneio Roberto Gomes Pedrosa/Taça de Prata aconteceu em 1970, com o Fluminense vencendo seu primeiro título nacional ao empatar em 1 a 1 com o Atlético Mineiro. Os cariocas se classificaram para a Libertadores do ano seguinte, junto com o Palmeiras, que venceu o Cruzeiro por 4 a 2 na última rodada, sagrando-se vice-campeão. Goleador: Tostão (Cruzeiro), com doze gols.

## Campeões
| Ano           | Campeão        | Vice-campeão  | 3º lugar         | 4º lugar  | Artilheiro               | Gols |
| ------------- | -------------- | ------------- | ---------------- | --------- | ------------------------ | ---- |
| 1967 Detalhes | Palmeiras (1)  | Internacional | Corinthians      | Grêmio    | Ademar (FLA) César (PAL) | 15   |
| 1968 Detalhes | Santos (1)     | Internacional | Vasco da Gama    | Palmeiras | Toninho (SAN)            | 18   |
| 1969 Detalhes | Palmeiras (2)  | Cruzeiro      | Corinthians      | Botafogo  | Edu (AME)                | 14   |
| 1970 Detalhes | Fluminense (1) | Palmeiras     | Atlético Mineiro | Cruzeiro  | Tostão (CRU)             | 12   |

## Títulos por clube
| Títulos | Clube      | Edições     |
| ------- | ---------- | ----------- |
| 2       | Palmeiras  | 1967 e 1969 |
| 1       | Santos     | 1968        |
| 1       | Fluminense | 1970        |

## Títulos por estado
| Estados           | Títulos | Vices |
| ----------------- | ------- | ----- |
| São Paulo         | 3       | 1     |
| Guanabara         | 1       | 0     |
| Rio Grande do Sul | 0       | 2     |
| Minas Gerais      | 0       | 1     |

## Ranking de pontos
Durante os quatro anos em que o Torneio Roberto Gomes Pedrosa/Taça de Prata foi disputado, 22 equipes participaram. Na tabela abaixo, é possível verificar o desempenho de cada uma delas durante as quatro edições realizadas. Números em negrito indicam o recorde (número mais positivo ou negativo) de cada coluna apresentada.
|  | v d e |

| Pos | Times               | Temporadas | Pts | J  | V  | E  | D  | GP  | GC | SG  | %    | 1º | 2º | 3º | 4º | Média | Melhor |
| --- | ------------------- | ---------- | --- | -- | -- | -- | -- | --- | -- | --- | ---- | -- | -- | -- | -- | ----- | ------ |
| 1   | Palmeiras           | 4          | 104 | 77 | 41 | 22 | 14 | 118 | 73 | +45 | 67,5 | 2  | 1  |    | 1  | 26    | 1º     |
| 2   | Corinthians         | 4          | 90  | 71 | 37 | 16 | 18 | 105 | 75 | +30 | 63,4 |    |    | 2  |    | 22,5  | 3º     |
| 3   | Internacional       | 4          | 85  | 71 | 31 | 23 | 17 | 95  | 66 | +29 | 59,9 |    | 2  |    |    | 21,3  | 2º     |
| 4   | Cruzeiro            | 4          | 79  | 68 | 31 | 17 | 20 | 107 | 75 | +32 | 58,1 |    | 1  |    | 1  | 19,8  | 2º     |
| 5   | Santos              | 4          | 74  | 65 | 27 | 20 | 18 | 112 | 80 | +32 | 56,9 | 1  |    |    |    | 18,5  | 1º     |
| 6   | Grêmio              | 4          | 73  | 68 | 23 | 27 | 18 | 74  | 60 | +14 | 53,7 |    |    |    | 1  | 18,3  | 4º     |
| 7   | Atlético Mineiro    | 4          | 72  | 65 | 27 | 18 | 20 | 90  | 77 | +13 | 55,4 |    |    | 1  |    | 18    | 3º     |
| 8   | Fluminense          | 4          | 64  | 65 | 25 | 14 | 26 | 89  | 89 | 0   | 49,2 | 1  |    |    |    | 16    | 1º     |
| 9   | Botafogo            | 4          | 60  | 65 | 20 | 20 | 25 | 72  | 80 | -8  | 46,1 |    |    |    | 1  | 15    | 4º     |
| 10  | Flamengo            | 4          | 55  | 62 | 15 | 25 | 22 | 68  | 84 | -16 | 44,3 |    |    |    |    | 13,8  | 6º     |
| 11  | São Paulo           | 4          | 52  | 62 | 15 | 22 | 25 | 77  | 84 | -7  | 41,9 |    |    |    |    | 13    | 10º    |
| 12  | Vasco da Gama       | 4          | 49  | 65 | 17 | 15 | 33 | 68  | 99 | -31 | 37,7 |    |    | 1  |    | 12,3  | 3º     |
| 13  | Portuguesa          | 3          | 42  | 46 | 12 | 18 | 16 | 61  | 74 | -13 | 45,6 |    |    |    |    | 14    | 5º     |
| 14  | Bahia               | 3          | 40  | 48 | 14 | 12 | 22 | 44  | 70 | -26 | 41,6 |    |    |    |    | 13,3  | 11º    |
| 15  | Atlético Paranaense | 2          | 29  | 32 | 10 | 9  | 13 | 40  | 47 | -7  | 45,3 |    |    |    |    | 14,5  | 9º     |
| 16  | Bangu               | 2          | 28  | 30 | 8  | 12 | 10 | 28  | 38 | -10 | 46,6 |    |    |    |    | 14    | 9º     |
| 17  | Santa Cruz          | 2          | 28  | 32 | 7  | 14 | 11 | 31  | 49 | -18 | 43,8 |    |    |    |    | 14    | 12º    |
| 18  | America             | 2          | 26  | 32 | 6  | 14 | 12 | 40  | 43 | -3  | 40,6 |    |    |    |    | 13    | 7º     |
| 19  | Coritiba            | 1          | 14  | 16 | 5  | 4  | 7  | 19  | 22 | -3  | 43,8 |    |    |    |    | 14    | 12º    |
| 20  | Ponte Preta         | 1          | 10  | 16 | 3  | 4  | 9  | 11  | 34 | -23 | 31,3 |    |    |    |    | 10    | 16º    |
| 21  | Náutico             | 1          | 8   | 16 | 2  | 4  | 10 | 12  | 25 | -13 | 25   |    |    |    |    | 8     | 17º    |
| 22  | Ferroviário         | 1          | 4   | 14 | 0  | 4  | 10 | 9   | 26 | -17 | 14,3 |    |    |    |    | 4     | 15º    |

## Número de participantes por edição
- 1967: 15
- 1968: 17
- 1969: 17
- 1970: 17

Total de clubes que disputaram o Torneio Roberto Gomes Pedrosa/Taça de Prata: 22

## Números de estados representados em cada edição
- 1967: 5
- 1968: 7
- 1969: 7
- 1970: 7

## Número de jogos, gols e média de gols por edição
- 1967: 229 jogos, 316 gols e média de 2,70 gols por jogo[63]
- 1968: 229 jogos, 361 gols e média de 2,61 gols por jogo
- 1969: 229 jogos, 381 gols e média de 2,68 gols por jogo
- 1970: 229 jogos, 313 gols e média de 2,20 gols por jogo

## Maiores goleadas
1. Santos 9–2 Bahia, 10 de outubro de 1968[64]
2. Cruzeiro 6–0 Ponte Preta, 21 de novembro de 1970
3. Fluminense 6–1 Ponte Preta, 4 de novembro de 1970
4. Palmeiras 5–0 Vasco, 12 de março de 1967
5. Grêmio 5–0 Atlético-PR, 7 de novembro de 1970
6. Bahia 1–5 Santos, 2 de dezembro de 1970
7. Santos 6–2 Portuguesa, 15 de outubro de 1969
8. Santos 5–1 Internacional, 15 de março de 1967
9. Vasco 5–1 Santos, 17 de outubro de 1970
10. Flamengo 5–1 Santa Cruz, 31 de outubro de 1970

## Médias de público
- 1967 - 20 545 (total: 2 394 405)
- 1968 - 17 749 (total: 2 520 438)
- 1969 - 22 067 (total: 3 133 540)
- 1970 - 20 259 (total: 2 876 780)

## Maiores médias de públicos por clubes em edição
- Públicos pagantes.
- 1967 – Cruzeiro: 34 038[63]
- 1968 – Vasco: 37 296
- 1969 – Cruzeiro: 38 024
- 1970 – Fluminense: 36 942

## Maiores médias de públicos por clubes (1967/1970)
- Públicos pagantes, clubes com quatro participações, número de jogos com mando de campo entre parentêsis.[65]

1. Flamengo: 37.939 (36)
2. Cruzeiro: 34.194 (37)
3. Atlético Mineiro: 33.192 (40)
4. Vasco da Gama: 30.581 (36)
5. Fluminense: 30.570 (37)
6. Internacional: 26.401 (46)
7. Corinthians: 25.190 (41)
8. Grêmio: 21.713 (40)
9. Botafogo: 20.765 (32)
10. Palmeiras: 20.172 (43)
11. Santos: 18.724 (33)
12. São Paulo: 13.996 (34)

## Maiores públicos
- Públicos pagantes.[61]

1. Fluminense 1–1 Atlético-MG, 112 403, Maracanã, 20 de dezembro de 1970. (*)
2. Atlético-MG 1–2 Cruzeiro, 97 928, Mineirão, 28 de setembro de 1969.
3. Atlético-MG 0–4 Cruzeiro, 91 042, Mineirão, 5 de março de 1967.
4. Fluminense 0–0 Santos, 87 872, Maracanã, 26 de outubro de 1969.
5. Atlético-MG 0–1 Cruzeiro, 87 360, Mineirão, 27 de outubro de 1968.
6. Atlético-MG 1–1 Cruzeiro, 85 253, Mineirão, 13 de dezembro de 1970.
7. Flamengo 1–1 Fluminense, 81 616, Maracanã, 22 de novembro de 1970.
8. Flamengo 0–2 Vasco, 79 894, Maracanã, 30 de novembro de 1968.
9. Flamengo 0–2 Santos, 78 022, Maracanã, 15 de setembro de 1968.
10. Atlético-MG 1–1 Cruzeiro, 76 505, Mineirão, 25 de outubro de 1970.

(*) Publicou O Estado de S. Paulo, de 22 de dezembro de 1970, em sua página 32: "Mais de 130.000 pessoas — 112.403 que pagaram ingressos e mais de 20 mil que entraram de graça — proporcionando a renda recorde de Cr$ 525.419,50, assistiram ao jogo entre Fluminense e Atlético Mineiro…"

## Torneio dos Campeões de 1969
Apelidada de Robertinho, foi uma competição da CBD entre campeões nacionais e regionais, disputada uma única vez.